# Glúcido
Los glúcidos, carbohidratos, hidratos de carbono o sacáridos son biomoléculas compuestas principalmente de carbono, hidrógeno y oxígeno, aunque algunos de ellos también contienen otros bioelementos tales como: nitrógeno, azufre y fósforo. Las principales funciones de los glúcidos en los seres vivos son el proporcionar energía inmediata (no en vano son la principal fuente de energía, a través de un proceso de oxidación, en la mayoría de las células no fotosintéticas), así como una función estructural. Químicamente, los glúcidos se definen como polihidroxialdehídos o polihidroxicetonas (o, en su defecto, sustancias cuya hidrólisis da lugar a estos compuestos), que denotan la presencia de estos grupos funcionales: el hidroxilo, que se presenta varias veces a lo largo de la cadena carbonatada, y un grupo carbonilo, que puede ser aldehído o cetona.
Las  formas biológicas primarias de almacenamiento y consumo de energía; la celulosa cumple con una función estructural al formar parte de la pared de las células vegetales, mientras que la quitina es el principal constituyente del exoesqueleto de los artrópodos.
Anteriormente, se les conocía como hidratos de carbono, debido a que en su fórmula empírica, los átomos de hidrógeno y oxígeno están unidos entre sí. Hidrato de carbono o carbohidrato son nombres poco apropiados, ya que estas moléculas no son átomos de carbono hidratados, es decir, enlazados a moléculas de agua, sino que constan de átomos de carbono unidos a otros grupos funcionales como carbonilo e hidroxilo. Este nombre proviene de la nomenclatura química del siglo XIX, ya que las primeras sustancias aisladas respondían a la fórmula elemental Cn(H2O)n (donde "n" es un entero ≥ 3). De aquí que el término «carbono-hidratado» se haya mantenido, si bien posteriormente se demostró que no lo eran. Además, los textos científicos anglosajones insisten en denominarlos carbohydrates lo que induce a pensar que este es su nombre correcto. Del mismo modo, en dietética, se usa con más frecuencia la denominación de carbohidratos.
Los glúcidos pueden sufrir reacciones de esterificación, aminación, reducción, oxidación, lo cual otorga a cada una de las estructuras una propiedad específica, como puede ser de solubilidad.

## Definiciones y etimologías
- Carbohidratos o hidratos de carbono: Hubo intentos para sustituir el término de hidratos de carbono. Desde 1996 el Comité Conjunto de la Unión Internacional de Química Pura y Aplicada (International Union of Pure and Applied Chemistry)[2] y de la Unión Internacional de Bioquímica y Biología Molecular (International Union of Biochemistry and Molecular Biology) aconseja el término carbohidrato y no recomienda el de hidratos de carbono.
- Glúcidos: Este nombre proviene de que pueden considerarse derivados de la glucosa por polimerización y pérdida de agua. El vocablo procede del griego γλυκύς (glyκýs o glukús) que significa dulce.
- Azúcares: Este término solo puede usarse para los monosacáridos (aldosas y cetosas) y los oligosacáridos inferiores (disacáridos). En singular (azúcar) se utiliza para referirse a la sacarosa o azúcar de mesa.
- Sacáridos: Proveniente del griego σάκχαρ [sácchar] que significa "azúcar". Es la raíz principal de los tipos principales de glúcidos (monosacáridos, disacáridos, oligosacáridos y polisacáridos).
- Harinas: Se conoce de esta forma a todos los polvos de granos e incluso tubérculos y raíces siempre y cuando en su composición contengan fécula (almidón).

## Características
Los glúcidos en su mayoría son elaborados por las plantas durante la fotosíntesis (proceso complejo mediante el cual el dióxido de carbono del ambiente se convierte en azúcares sencillos). Los glúcidos son compuestos formados en su mayor parte por átomos de carbono, hidrógeno y oxígeno. Tienen enlaces químicos difíciles de romper de tipo covalente, pero que almacenan gran cantidad de energía, que es liberada cuando la molécula es oxidada. En la naturaleza son un constituyente esencial de los seres vivos, formando parte de biomoléculas aisladas o asociadas a otras como las proteínas y los lípidos, siendo los compuestos orgánicos más abundantes en la naturaleza.
Los glúcidos cumplen dos papeles fundamentales en los seres vivos. Por un lado son moléculas energéticas de uso inmediato para las células (glucosa) o que se almacenan para su posterior consumo (almidón y glucógeno); 1g proporciona 4,5 kcal. Por otra parte, algunos polisacáridos tienen una importante función estructural ya que forman parte de la pared celular de los vegetales (celulosa) o de la cutícula de los artrópodos.

## Clasificación
Según la complejidad de la molécula, los glúcidos se clasifican en monosacáridos, oligosacáridos (entre los que incluyen los disacáridos, que por su importancia biológica muchas veces se clasifican aparte) y polisacáridos. A este grupo se agregan otras biomoléculas que presentan en su estructura, además de la porción glucídica, otra porción químicamente diferente: derivados de monosacáridos, heteropolisacáridos, peptidoglicanos, glucoproteínas y glicolípidos.

### Monosacáridos

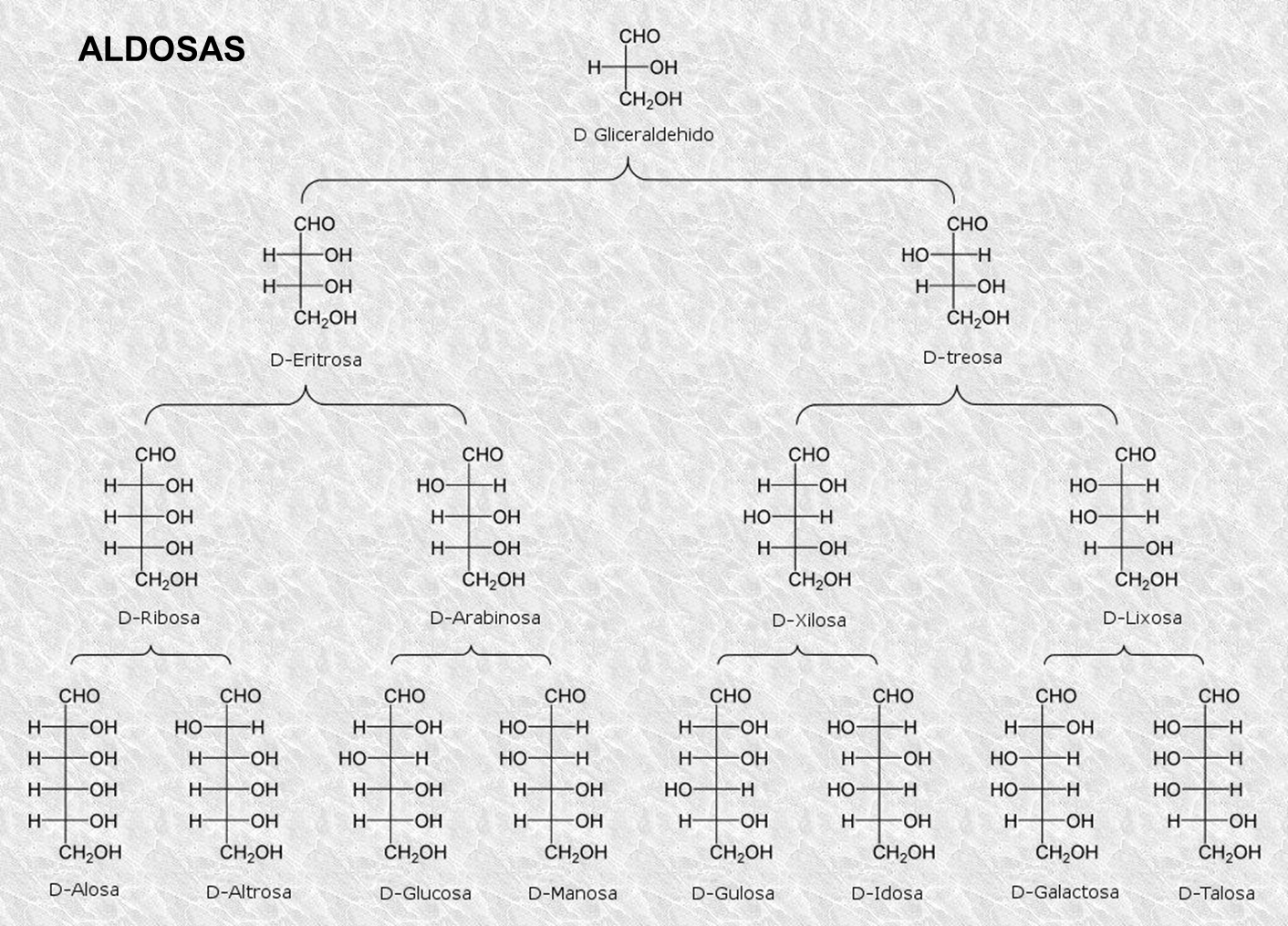
Aldosas de la serie D. Los enantiómeros presentan el último carbono asimétrico con el grupo -OH a la derecha.

Los monosacáridos u osas son los monómeros de los glúcidos, esto es, las unidades elementales más simples, que no se pueden hidrolizar a glúcidos más sencillos. Los monosacáridos se presentan con las siguientes propiedades: son sólidos neutros, incoloros, cristalinos, solubles en agua, poco solubles en alcohol e insolubles en general en acetona, éter, y demás solventes apolares; generalmente con sabor dulce. Algunos ejemplos conocidos de monosacáridos son la glucosa (principal combustible energético celular), la galactosa, la fructosa o la ribosa, entre otros.  
La fórmula química general de un monosacárido es (CH2O)n, donde n es cualquier número igual o mayor a tres, su límite es de siete carbonos. No obstante, dicha fórmula empírica no siempre se cumple, se exceptúan los derivados de los monosacáridos, los cuales pueden obtenerse a partir de procesos de reducción (tal es el caso de los desoxiazúcares como la desoxirribosa, con fórmula molecular C5H10O4), de oxidación (formando los azúcares ácidos, caso del ácido glucurónico, cuya fórmula química es C6H10O7), y por sustitución, como el caso de los aminoazúcares, donde aparece además el nitrógeno como bioelemento constituyente.  
Los monosacáridos se clasifican de acuerdo a tres características diferentes: la posición del grupo carbonilo, el número de átomos de carbono que contiene y su quiralidad. 
El grupo carbonilo puede encontrarse en un extremo de la cadena, en este caso, es un aldehído, o en el interior de la cadena carbonada siendo así una cetona. Si la molécula presenta un grupo aldehído, el monosacárido es una aldosa, por su parte, si presenta un grupo cetona, el monosacárido es una cetosa. Los monosacáridos son, desde un punto de vista químico, polialcoholes, debido a la presencia de los grupos hidroxilo, y en función del grupo carbonilo que presentan se distinguen entre polihidroxialdehídos y polihidroxicetonas.
En función del número de carbonos, se encuentran las triosas si poseen tres átomos de carbono, las tetrosas si tienen cuatro, pentosas en el caso de que tengan cinco, los de seis átomos de carbono reciben el nombre de hexosas, y finalmente los que tienen siete átomos de carbono son las heptosas. 
Para la nomenclatura de los monosacáridos es frecuente utilizar estos dos últimos criterios de forma combinada, anteponiendo al nombre que indica el número de carbonos del monómero, el prefijo aldo- o ceto- en función del grupo carbonilo que presente. Así, la glucosa es una aldohexosa (un polihidroxialdehído con seis átomos de carbono), mientras que la ribulosa es una cetopentosa (una polihidroxicetona con cinco átomos de carbono).

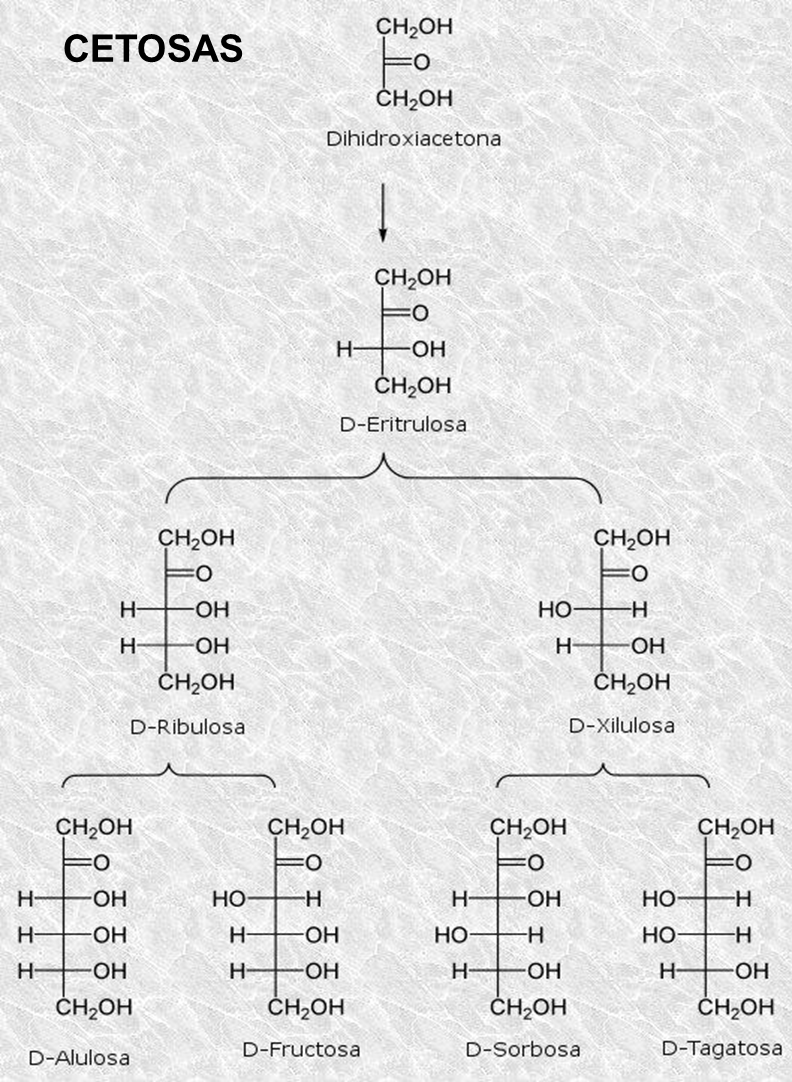
Cetosas de la serie D.

Además, debido a la presencia de carbonos asimétricos (es decir, aquellos carbonos que cuentan con todos sus radicales diferentes), presentan isomería. Todos los carbonos, excepto los de los extremos de la cadena, así como el carbono carbonílico, son asimétricos. La presencia de carbonos asimétricos posibilita la existencia de estereoisomería. El único monosacárido que no posee ningún centro quiral es la cetotriosa dihidroxiacetona.
Debido a esta asimetría, cada monosacárido posee un cierto número de isómeros. Por ejemplo, la aldohexosa D-glucosa, tienen la fórmula (CH2O)6, de la cual, exceptuando dos de sus seis átomos de carbono, todos son centros quirales, haciendo que la D-glucosa sea uno de los estereoisómeros posibles. En el caso del gliceraldehído, una aldotriosa, existe un par de posibles esteroisómeros, los cuales son enantiómeros y epímeros (1,3-dihidroxiacetona, la cetosa correspondiente, es una molécula simétrica que no posee centros quirales). 
La designación D o L es realizada de acuerdo a la orientación del carbono asimétrico más alejado del grupo carbonilo: si el grupo hidroxilo está a la derecha de la molécula es un azúcar D, si está a la izquierda es un azúcar L. Como los D azúcares son los más comunes, usualmente la letra D es omitida. 
La notación D o L solo indica la “familia” o serie a la cual pertenece el compuesto, no necesariamente el signo de la rotación que imprime a la luz polarizada. Por ejemplo, la cetohexosa D-fructosa es fuertemente levógira, a pesar de pertenecer a la serie D (de hecho, la fructosa recibe precisamente también el nombre de levulosa, al ser una molécula muy levógira). De igual manera, la glucosa es dextrógira, y por eso también recibe el nombre, antiguamente ampliamente usado, de dextrosa.
La diferenciación de los glúcidos en estas series o “familias” tiene importancia biológica. Los organismos superiores prácticamente solo utilizan y sintetizan glúcidos de la serie D. Son muy escasos los compuestos de la serie L presentes en estructuras celulares o en humores orgánicos del ser humano.
Los monosacáridos que presentan un grupo aldehído son sustancias reductoras, particularmente en medio alcalino. Por su parte, las cetosas, al contrario que las cetonas simples, también tienen capacidad reductora en medio alcalino, debido a su sencilla isomerización a través de formas enólicas intermedias a aldosas. Algunas reacciones de reconocimiento de monosacáridos utilizadas en el laboratorio, aprovechan esa capacidad reductora.

Ciclación de la glucosa.

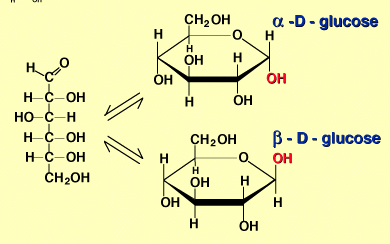
Ciclación de la glucosa.

#### Monosacáridos derivados
Se distinguen los siguientes tipos de monosacáridos derivados: 
- Desoxiazúcares: Estos monosacáridos han sustituido el grupo hidroxilo de alguno de sus carbonos por un hidrógeno. Destaca dentro de los desoxiazúcares la 2-Desoxirribosa, la cual forma parte de la estructura del ADN.[9]

- Aminoazúcares: Los aminoazúcares han sustituido un grupo hidroxilo por un grupo amino, generalmente ocurre en el carbono 2. El grupo amino se presenta frecuentemente acetilado, como en el caso de la N-Acetilglucosamina.[10]
- Alditoles: Los alditoles son polioles de cadena abierta. En estas moléculas, el grupo aldehído o cetona se reduce a un grupo alcohol. Por su importancia biológica, destaca el ribitol y el glicerol.[11]

#### Ciclación
Los monosacáridos con cinco o más átomos de carbono, así como las aldotetrosas (osas de cuatro átomos de carbono con un grupo funcional aldehído) suelen presentarse en forma cíclica, formando anillos, cuando se encuentran en disolución acuosa. Para ello, el carbono carbonílico ha formado un enlace covalente con el oxígeno del grupo hidroxilo enlazado a un átomo de carbono situado en la misma cadena. Así, tiene lugar un enlace hemiacetálico (si reacciona un grupo hidroxilo con un aldehído) o un enlace hemicetálico (en caso de que la reacción se dé entre un grupo hidroxilo y una cetona). De la formación de enlaces hemiacetálicos y hemicetálicos surge un carbono asimétrico adicional (aquel cuyos cuatro radicales son todos diferentes), que recibe el nombre de carbono anomérico, que queda unido con un puente de oxígeno al carbono del que procedía el grupo hidroxilo que reaccionó. La presencia del carbono asimétrico permite la aparición de dos nuevos estereoisómeros: cuando el grupo hidroxilo del centro anomérico se sitúa (según la proyección de Fischer) en el mismo lado que el hidroxilo unido al centro quiral más lejano se designa α, mientras que si se sitúan en lados opuestos se conoce como β. Dicho par de estereoisómeros resultantes son llamados anómeros.
Las estructuras cíclicas que se forman pueden ser piranosas, llamadas así por su analogía con el anillo de seis vértices llamado pirano; o furanosas, por analogía con la molécula de cinco vértices llamada furano. La mayoría de estas últimas suelen provenir de aldopentosas y cetohexosas. Sin embargo, el anillo de seis átomos de aldopiranosa presenta mucha más estabilidad que la aldofuranosa.

#### Uso en células
Los monosacáridos son la principal fuente de combustible para el metabolismo, siendo usado tanto como una fuente de energía (la glucosa es la más importante en la naturaleza) y en biosíntesis. Cuando los monosacáridos no son necesitados para las células son rápidamente convertidos en otra forma, tales como los polisacáridos. Además la ribosa y la desoxirribosa son componentes estructurales de los ácidos nucleicos. Abundan en tejidos vegetales, en los cuales forman los elementos fibrosos o leñosos de su estructura y los compuestos de reserva nutricia de tubérculos, semilla y frutos. También se encuentran ampliamente distribuidos en tejidos animales, disueltos en los humores orgánicos, y en complejas moléculas con diversas funciones. Los vegetales sintetizan hidratos de carbono a partir de CO2 y H2O, captando energía lumínica en un proceso denominado fotosíntesis. Estos glúcidos son ingeridos por animales, y en gran parte utilizados como combustible. En la alimentación humana, los carbohidratos son los principales proveedores de energía. En una dieta equilibrada, los hidratos de carbono deben proveer entre 50 y 60% del total de calorías.
El principal ciclo energético de la biosfera depende en gran parte del metabolismo de los hidratos de carbono. Examinemos brevemente este ciclo. En la fotosíntesis, las plantas captan CO2 de la atmósfera y lo “fijan” en hidratos de carbono. La reacción básica puede describirse (de una manera enormemente simplificada) como la reducción del CO2 a hidratos de carbono, en este caso representados por la glucosa, producida por la luz. Gran parte de estos hidratos de carbono se almacenan en las plantas en forma de almidón o celulosa. Los animales obtienen los hidratos de carbono ingiriendo las plantas o los animales herbívoros. Así pues, los hidratos de carbono sintetizados por las plantas pasan a ser en última instancia las principales fuentes de carbono de todos los tejidos animales. En la otra mitad del ciclo, tanto las plantas como los animales realizan, a través del metabolismo oxidativo, una reacción que es la inversa de la fotosíntesis, mediante la cual producen de nuevo CO2 y H2O. Esta oxidación de los hidratos de carbono es el principal proceso de generación de energía del metabolismo.

### Disacáridos

Hidrólisis de la Lactosa. 1. Galactosa. 2. Glucosa.

Los disacáridos son glúcidos formados por dos moléculas de monosacáridos y, por tanto, al hidrolizarse producen dos monosacáridos libres. Los dos monosacáridos se unen mediante un enlace covalente conocido como enlace glucosídico, tras una reacción de condensación que implica la pérdida de un átomo de hidrógeno de un monosacárido y un grupo hidroxilo del otro monosacárido, con la consecuente formación de una molécula de H2O, de manera que la fórmula de los disacáridos no modificados es C12H22O11.
Son sólidos cristalinos, solubles en agua, poco en alcohol, insolubles en éter, con sabor dulce, ópticamente activos.
Algunos disacáridos comunes son:

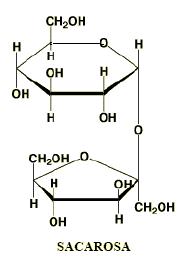
Molécula de sacarosa (azúcar común).

- Sacarosa. Es el disacárido más abundante y la principal forma en la cual los glúcidos son transportados en las plantas. Está compuesto de una molécula de glucosa y una molécula de fructosa. El nombre sistemático de la sacarosa, O-α-D-glucopiranosil-(1→2)- β-D-fructofuranósido, indica cuatro cosas:
  - Los monosacáridos que la constituyen son la glucosa y fructosa.
  - Disposición de las moléculas en el espacio: La glucosa adopta la forma piranosa y la fructosa una furanosa.
  - Unión de los monosacáridos: el carbono anomérico uno (C1) de α-glucosa está enlazado en alfa al C2 de la fructosa formando 2-O-(alfa-D-glucopiranosil)-beta-D-fructofuranosido y liberando una molécula de agua.
  - El sufijo -ósido indica que el carbono anomérico de ambos monosacáridos participan en el enlace glicosídico, por lo tanto no presenta poder reductor. El enlace es dicarbonílico, pues para su formación intervienen los carbonos anoméricos de las dos osas.

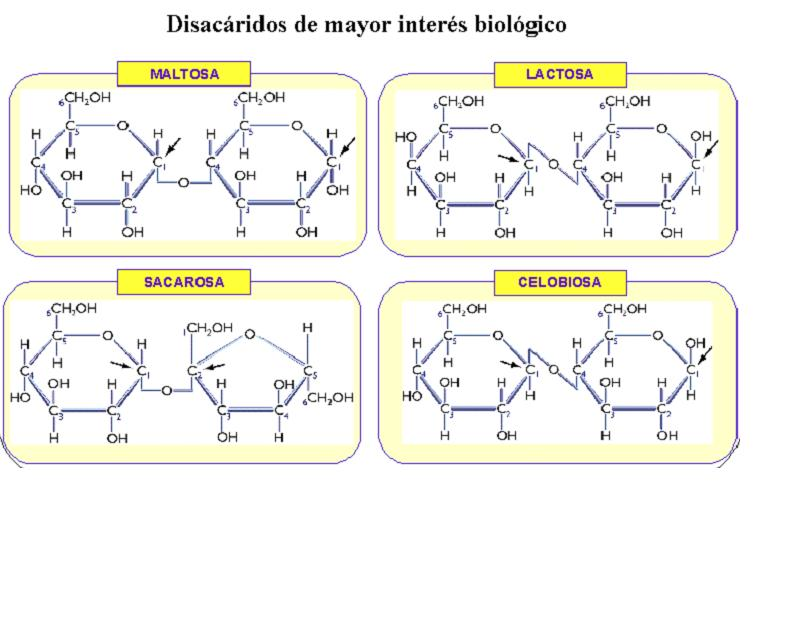
Disacáridos de interés biológico.

- Lactosa. Es el azúcar de la leche. Es un disacárido compuesto por una molécula de galactosa y una molécula de glucosa; está presente de modo natural solo en la leche. El nombre sistemático para la lactosa es O-β-D-galactopiranosil-(1→4)-D-glucopiranosa. Como el carbono 1 de la glucosa queda libre, el compuesto es reductor y presenta formas alfa y beta. Las personas que son intolerantes a la lactosa son incapaces de digerir este azúcar (o lo digieren con muchas dificultades), debido a la deficiencia de la lactasa, la enzima encargada de hidrolizar el enlace O-glucosídico que une las dos osas.[15]
- Maltosa. También conocido como azúcar de malta, es un disacárido formado por dos moléculas de glucosa unidas por un enlace α(1→4); se obtiene de la hidrólisis del almidón. La maltosa, al poseer un grupo carbonilo libre, es un azúcar reductor, que puede potencialmente oxidarse. Este hidroxilo anomérico libre puede ser tanto α como β, y es el que le confiere la característica de mutarrotación a la maltosa.[16]
- Isomaltosa. Disacárido cuyo nombre sistemático es α-D-glucopiranosil-(1→6)-α-D-glucopiranosa. La isomaltosa se obtiene de la hidrólisis del glucógeno y del almidón, homopolisacáridos de reserva, en cuyas ramificaciones se unen dos D-glucopiranosas por enlace α(1→6). También es un azúcar reductor.[17]
- Celobiosa. Es un disacárido formado por dos moléculas de glucosa unidas por un enlace β(1→4); se obtiene de la hidrólisis de la celulosa.[18] Su nombre sistemático es β-D-glucopiranosil-(1→4)-β-D-glucopiranosa. La celobiosa presenta poder reductor.

### Oligosacáridos

Estaquiosa, tetrasacárido formado por una glucosa, dos galactosas y una fructosa.

Los oligosacáridos están compuestos por tres a diez moléculas de monosacáridos que al hidrolizarse se liberan. No obstante, la definición de cuan largo debe ser un glúcido para ser considerado oligo o polisacárido varía según los autores. Según el número de monosacáridos de la cadena se tienen los disacaridos (como la lactosa), tetrasacárido (estaquiosa), pentasacáridos, etc.
Los oligosacáridos se encuentran con frecuencia unidos a proteínas, formando las glucoproteínas, como una forma común de modificación tras la síntesis proteica. Estas modificaciones postraduccionales incluyen los oligosacáridos de Lewis, responsables por las incompatibilidades de los grupos sanguíneos, el epítope alfa-Gal responsable del rechazo hiperagudo en xenotrasplante y O-GlcNAc modificaciones.
Suelen encontrarse en la leche humana, en la fruta, los vegetales y la miel, tanto en su configuración libre como en forma de glucolípidos y glucoproteínas.

### Polisacáridos
Los polisacáridos son cadenas, ramificadas o no, de más de diez monosacáridos, resultan de la condensación de muchas moléculas de monosacáridos con la pérdida de varias moléculas de agua. Su fórmula empírica es: (C6 H10 O5)n. Los polisacáridos representan una clase importante de polímeros biológicos y su función en los organismos vivos está relacionada usualmente con estructura o almacenamiento. 
Los polisacáridos, a diferencia de los lípidos y de las proteínas pueden dar lugar tanto a polímeros lineales como ramificados. Esto se debe a que los enlaces glucosídicos que unen las distintas osas pueden darse en cualquier grupo hidroxilo del monosacárido. No obstante, la mayoría de los polisacáridos son lineales y los que presentan ramificaciones lo hacen en formas bien definidas.

#### Homopolisacáridos
Los homopolisacáridos son un tipo de polisacáridos que están formados por un único tipo de monómeros, osas o derivados de estas, los cuales se unen mediante enlaces O-glucosídicos. Dentro de los homopolisacáridos se pueden distinguir aquellos que tienen función de reserva y los que actúan con función estructural. Con frecuencia, los homopolisacáridos reciben un nombre derivado del tipo de osa que los forman: de esta manera, el almidón, el glucógeno o la celulosa pueden agruparse de forma general como glucanos (polisacáridos formados por la unión de unidades de D-Glucosa). Por su parte, los galactanos son polímeros formados exclusivamente por galactosa.

##### Homopolisacáridos con función de reserva

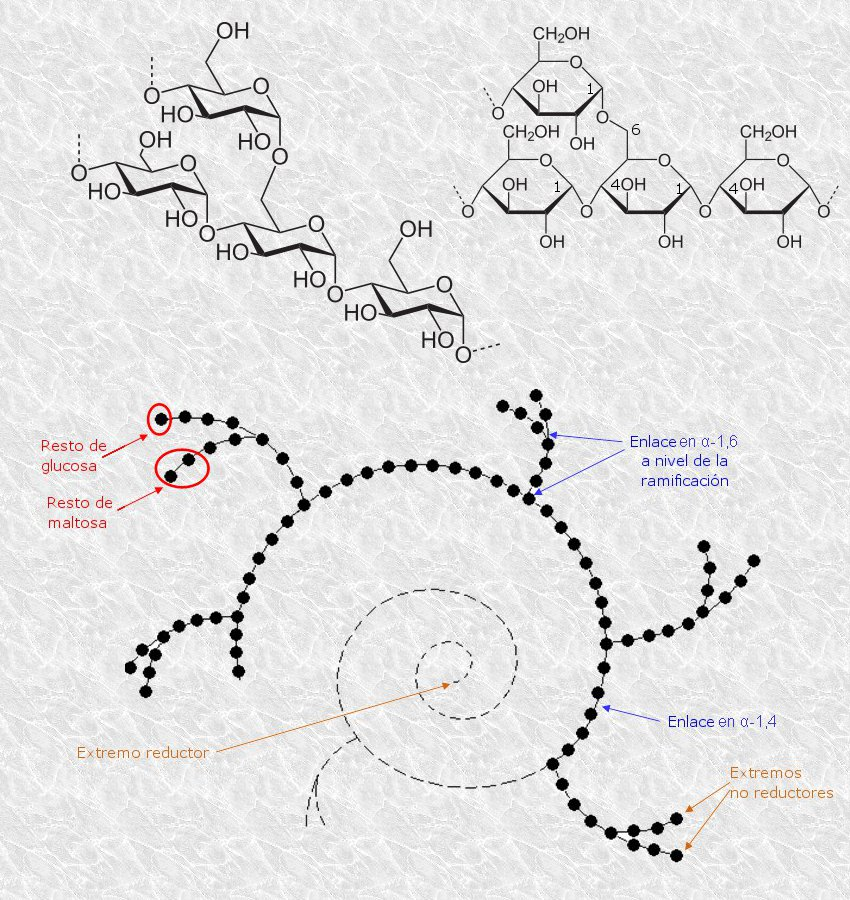
Amilopectina.

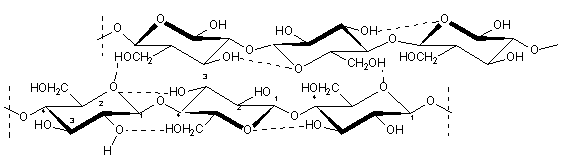
Celulosa.

Los homopolisacáridos más destacados con función de reserva glucídica para la obtención de energía en las reacciones metabólicas son el glucógeno y el almidón: 

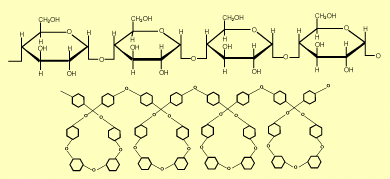
Amilosa. Se puede apreciar que se trata de cadenas lineales helicoidales.

- El almidón es la manera en que la mayoría de las plantas almacenan monosacáridos, es decir, su función es de reserva nutricional en vegetales. El almidón se deposita en las células, en un orgánulo conocido como amiloplasto, formando gránulos cuya forma y tamaño varían según el vegetal de origen. El almidón es el principal hidrato de carbono de la alimentación humana. Se encuentra en abundancia en pan, maíz, cereales, patatas, arroz, frutas, productos lácteos como leche y yogures, y ciertas legumbres.[23] Aunque el almidón puede ser sintetizado por la mayor parte de las células vegetales, destaca por su abundancia el almacenamiento de almidón en tubérculos (como la patata) y en semillas. [24]

Está compuesto por dos glucanos diferentes, amilosa (lineal) y amilopectina (ramificada), los cuales son polímeros de glucosa, pero difieren en estructura y propiedades. Generalmente el almidón contiene alrededor de 20 % de amilosa y el resto es amilopectina. Esta proporción varía según el origen del almidón. Las dos, tanto la amilosa como la amilopectina son digeribles mediante las enzimas amilasa y glucosidasa, que se encuentran tanto en la saliva como en el jugo pancreático. 
Amilosa:  Compuesta por 1.000 a 5.000 unidades de D-glucosa, lo cual da una masa molecular entre 160 y 800 kDa. Las glucosas se asocian entre sí por enlaces glucosídicos α(1→4), formando largas cadenas. Este tipo de unión permite una disposición helicoidal de la cadena, enrollada alrededor de un eje central. Cada vuelta de hélice abarca seis unidades de glucosa. Los grupos hidroxilo de los restos monosacáridos se disponen hacia el exterior, lo cual deja el interior de la hélice convertido en un ambiente relativamente hidrófobo. En agua, las moléculas de amilosa tienden a asociarse y precipitar, razón por la cual no forman soluciones estables. La reacción con iodo es utilizada para el reconocimiento de almidón (esta reacción química se conoce como prueba del yodo). El complejo amilosa-iodo es responsable del color azul intenso, mientras que aquel constituido por iodo y amilopectina da una coloración que varía entre el rojo y el violeta. El diámetro interno de la hélice de amilosa es suficientemente amplio para alojar moléculas de iodo. Esta coloración desaparece al calentar, ya que se rompe la estructura que se ha producido.
Amilopectina:  Tiene mayor tamaño molecular que amilosa; puede llegar a masas de hasta 100 millones de Da, lo cual implica polimerización de más de 600.000 glucosas. La estructura básica es similar a la de amilosa, es decir, está constituida por glucosas unidas por enlaces glucosídicos α (1→4), pero se distingue por poseer ramificaciones. Las ramificaciones son cadenas lineales de unas 24 a 26 glucosas unidas entre sí por enlaces glucosídicos alfa-1->4, que se unen a una cadena central de estructura similar, por unión glucosídica  desde el carbono 1 de la primera glucosa al carbono 6 de una glucosa en la cadena principal (enlace alfa-1->6). Las ramificaciones están separadas entre sí por unas diez unidades de glucosa de la cadena sobre la cual se insertan. De las ramificaciones primarias se desprenden, por enlaces alfa- 1->6, otras secundarias y de éstas, ramas terciarias que tienen una extensión de 15 a 16 unidades. El esquema de la figura 1-21 indica la estructura posible de amilopectina. Cuando se calienta almidón en agua, la amilopectina forma soluciones de gran viscosidad. Los numerosos grupos hidroxilos en la superficie de la molécula atraen agua y se forma un gel estable (engrudo de almidón). Las diferencias estructurales entre las moléculas de amilosa y amilopectina determinan que el complejo con iodo tenga coloración; la amilopectina da color violeta. El almidón no tiene capacidad reductora, las uniones glucosídicas en las moléculas de amilosa o de amilopectina bloquen las funciones aldehído potencial (excepto una en un extremo de la cadena principal). El almidón de los alimentos es degradado por enzimas de jugos digestivos hasta dejar libres sus unidades constituyentes. Solo monosacáridos pueden ser absorbidos por la mucosa intestinal y utilizados por el organismo.

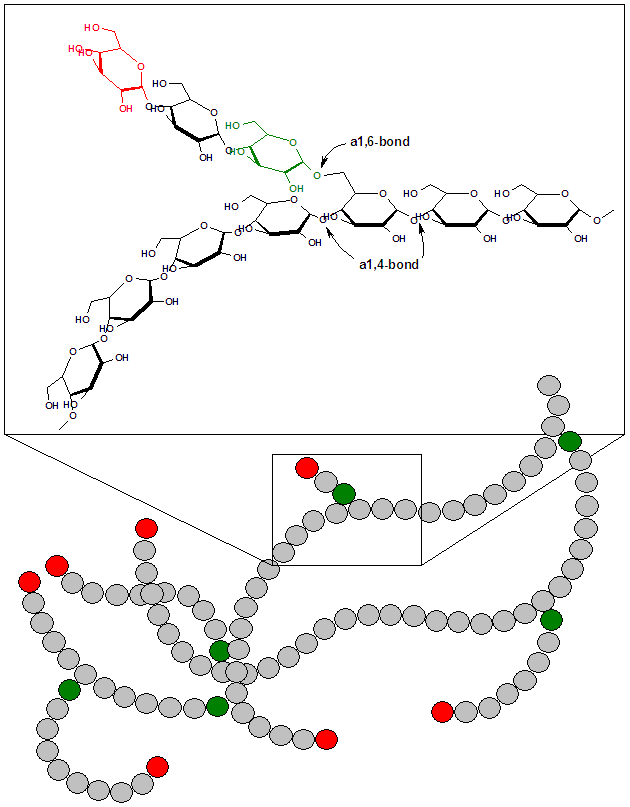
Estructura del glucógeno.

- Los animales usan el glucógeno que es empleado como almacén de energía de mediana duración, es estructuralmente similar a la amilopectina pero más densamente ramificado (de media, cada 8 a 12 monosacáridos tienen lugar las ramificaciones).[28] Las propiedades del glucógeno le permiten ser metabolizado más rápidamente, lo cual se ajusta a la vida activa de los animales con locomoción.

El hígado y músculos son los tejidos más ricos en glucógeno. Es un polímero de α-D-glucosas muy semejante a la amilopectina, es decir, presenta una estructura ramificada, con cadenas lineales de glucosas unidas por enlaces α(1→4), insertas en otras por uniones α(1→6). Su masa molecular alcanza cientos de millones de Da. Las ramificaciones están separadas por menos de diez unidades de glucosa de la cadena de la cual se insertan. La fig. 1-22 muestra un esquema de un segmento de la molécula. Como su estructura es muy compacta debido a la proximidad de las ramificaciones, no forma geles pues no queda espacio para retener agua; en cambio, la amilopectina, con estructura ramificada más abierta, fija mayor cantidad de agua. Las soluciones acuosas de glucógeno tienen aspecto opalescente. Da color rojo-caoba con iodo; no es reductor.

##### Homopolisacáridos con función estructural
La celulosa y la quitina son ejemplos de polisacáridos estructurales. La celulosa forma la pared celular de plantas y otros organismos, es la molécula orgánica natural más abundante de la Tierra. La quitina tiene una estructura similar a la celulosa, pero tiene nitrógeno en sus ramas incrementando así su fuerza; se encuentra en el exoesqueleto de los artrópodos y en las paredes celulares de muchos hongos, se caracteriza por ser un polisacárido modificado, resistente y duro.

La celulosa está constituida por más de 10 000 unidades de glucosa unidas mediante enlaces glucosídicos β(1→4). Su estructura es lineal, no posee ramificaciones. La diferencia en la geometría de los enlaces α(1→4) y β(1→4) es responsable de la distinta conformación de las moléculas de amilosa y celulosa, pese a ser ambos polímeros lineales de glucosa. En las uniones β(1→4) de celulosa, cada unidad de glucosa gira 180° con respecto a la anterior. Esto permite formar largas cadenas rectilíneas, estabilizadas por uniones tipo puente de hidrógeno. En cambio, los enlaces α(1→4) de amilosa favorecen la conformación helicoidal. Las hebras de celulosa se agrupan paralelamente en haces que forman microfibrillas de gran resistencia física. A esta resistencia contribuyen los numerosos puentes de hidrógeno existentes entre cadenas vecinas. Los jugos digestivos humanos no poseen enzimas capaces de catalizar la hidrólisis de uniones glucosídicas beta y por esta razón no se puede utilizar celulosa como nutriente. La celulosa que ingresa con los alimentos vegetales no es modificada en su tránsito por el tracto intestinal. En las paredes celulares de vegetales, las microfibrillas de celulosa están inmersas en una matriz que contiene otros polisacáridos y proteínas de tipo fibroso. La composición de esta matriz varía en diferentes vegetales y aún en diferentes porciones de una misma planta; generalmente se encuentran polisacáridos más complejos y variables, como hemicelulosas y pectinas.

Estructura de la quitina.

La quitina (del griego χιτών, «túnica, cubierta») es el segundo compuesto orgánico más abundante en la Tierra después de la celulosa. Fue descubierta en 1811 por el químico francés Henri Braconnot. La quitina es un homopolisacárido constituido por moléculas de N-Acetilglucosamina unidas entre sí por enlaces O-glucosídico β(1→4). La quitina se dispone en láminas de forma similar a la celulosa, y al igual que esta, no es digerible por los vertebrados. La quitina se encuentra formando los exoesqueletos de los artrópodos, amén de la pared celular de los hongos, entre otras estructuras.
A nivel industrial, la quitina se obtiene principalmente a través de los crustáceos al ser la fuente más accesible, a pesar de su existencia en múltiples estructuras de otros seres vivos. La industria marisquera, particularmente la relacionada con los crustáceos, genera una gran cantidad de residuos nocivos para el medioambiente dado su lenta descomposición, lo que, sumado a unos porcentajes relativamente altos de quitina, los hace idóneos para la obtención y el aprovechamiento de este biopolímero en actividades industriales para su utilización y transformación en distintos productos. El quitosano, un biopolímero constituido por residuos de N-acetilglucosamina y glucosamina, se encuentra de forma natural en las paredes celulares de algunas plantas y hongos (véase como ejemplo la especie Mucor rouxii). De forma industrial se puede obtener a partir de una reacción de desacetilación química parcial de la quitina.
Ambos biopolímeros son conocidos desde muy antiguo (se ha encontrado quitina en el exoesqueleto de trilobites, de la era paleozoica) Hoy en día, ambos tienen una gran cantidad de aplicaciones en diversos campos gracias a su abundancia, y se utilizan en productos para el cuidado del pelo y la piel, pues tienen propiedades hidratantes que evitan la desecación de la piel.

#### Otros homopolisacáridos y heteropolisacáridos
Otros polisacáridos incluyen la calosa (un beta-glucano de origen vegetal, compuesto por moléculas de glucosa unidas por uniones β-1,3), la laminarina (un glucano de reserva característico de las algas pardas formado por enlaces β-1,3 y β-1,6 en la proporción 3:1), la maltodextrina (un polisacárido resultante de la hidrólisis parcial del almidón, usado como aditivo en la industria de los alimentos), los xilanos (grupo de hemicelulosas que se encuentran en las paredes celulares de las plantas y en algunas algas), y los galactomananos (polisacáridos constituidos por un esqueleto de manosa y ramificaciones laterales de galactosa).

## Función de los glúcidos
Los glúcidos desempeñan diversas funciones, entre las que destacan la energética y la estructural.

### Glúcidos energéticos
Los monosacáridos y los disacáridos, como la glucosa, actúan como combustibles biológicos, aportando energía inmediata a las células; es la responsable de mantener la actividad de los músculos, la temperatura corporal, la presión arterial, el correcto funcionamiento del intestino y la actividad de las neuronas. Los glúcidos aparte de tener la función de aportar energía inmediata a las células, también proporcionan energía de reserva a las células.

### Glúcidos estructurales
Algunos polisacáridos forman estructuras biológicas muy resistentes:
- Mureína o Peptidoglicano: Componente de las paredes celulares de bacterias.

- Lipopolisacáridos: Componente de la membrana externa de bacterias gramnegativas.

- Celulosa: Componente de la pared celular vegetal.

- Quitina: Compone el exoesqueleto de artrópodos como los insectos y crustáceos y la pared celular de hongos.

- Mucopolisacáridos: Forman parte de la matriz de tejidos conectivos.

Además, podemos encontrar glúcidos formando parte de la estructura de otras biomoléculas como proteínas, lípidos, y ácidos nucleicos.
El principal polisacárido estructural de las plantas es la celulosa, estas forman la parte fibrosa de la pared celular de las células vegetales.

## Metabolismo de los glúcidos
Los glúcidos representan las principales moléculas de almacenamiento de energía, debido a que funcionan como reserva en los vegetales. Los vegetales almacenan grandes cantidades de almidón producido a partir de la glucosa elaborada por fotosíntesis, y en mucha menor proporción, lípidos (almacenaje de energía de larga duración).
Los animales almacenan básicamente triglicéridos (lípidos). Al contrario que los glúcidos, los lípidos sirven para almacenar y obtener energía a más largo plazo. También almacenan cierta cantidad de glucógeno, sobre todo en el músculo y en el hígado. Aunque muchos tejidos y órganos animales pueden usar indistintamente los glúcidos y los lípidos como fuente de energía, otros, principalmente los eritrocitos y el tejido nervioso (cerebro), no pueden catabolizar los lípidos y deben ser continuamente abastecidos con glucosa.
En el tubo digestivo los polisacáridos de la dieta (básicamente almidón) son hidrolizados por las glucosidasas de los jugos digestivos, rindiendo monosacáridos, que son los productos digestivos finales; éstos son absorbidos por las células del epitelio intestinal e ingresan en el hígado a través de la circulación portal, donde, alrededor del 60 %, son metabolizados. En el hígado, la glucosa también se puede transformar en lípidos que se transportan posteriormente al tejido adiposo.
El músculo es un tejido en el que la fermentación representa una ruta metabólica muy importante ya que las células musculares pueden vivir durante largos períodos de tiempo en ambientes con baja concentración de oxígeno. Cuando estas células están trabajando activamente, su requerimiento de energía excede su capacidad de continuar con el metabolismo oxidativo de los hidratos de carbono puesto que la velocidad de esta oxidación está limitada por la velocidad a la que el oxígeno puede ser renovado en la sangre. El músculo, al contrario que otros tejidos, produce grandes cantidades de lactato que se vierte en la sangre y retorna al hígado para ser transformado en glucosa, proceso metabólico conocido como ciclo de Cori.
Las principales rutas metabólicas de los glúcidos son:
- Glucólisis. Oxidación de la glucosa a piruvato.
- Fermentación. La glucosa se oxida a lactato (fermentación láctica), o etanol y CO2 (fermentación alcohólica).
- Gluconeogénesis. Síntesis de glucosa a partir de precursores no glucídicos.
- Glucogenogénesis. Síntesis de glucógeno.
- Ciclo de las pentosas. Síntesis de pentosas para los nucleótidos.
- Glucogenólisis. Degradación de glucógeno a glucosa.

En el metabolismo oxidativo encontramos rutas comunes con los lípidos como son el ciclo de Krebs y la cadena respiratoria. Los oligo y polisacáridos son degradados inicialmente a monosacáridos por enzimas llamadas glicósido hidrolasas. Entonces los monosacáridos pueden entrar en las rutas catabólicas de la glucosa.
La principal hormona que controla el metabolismo de los glúcidos es la insulina.

## Nutrición

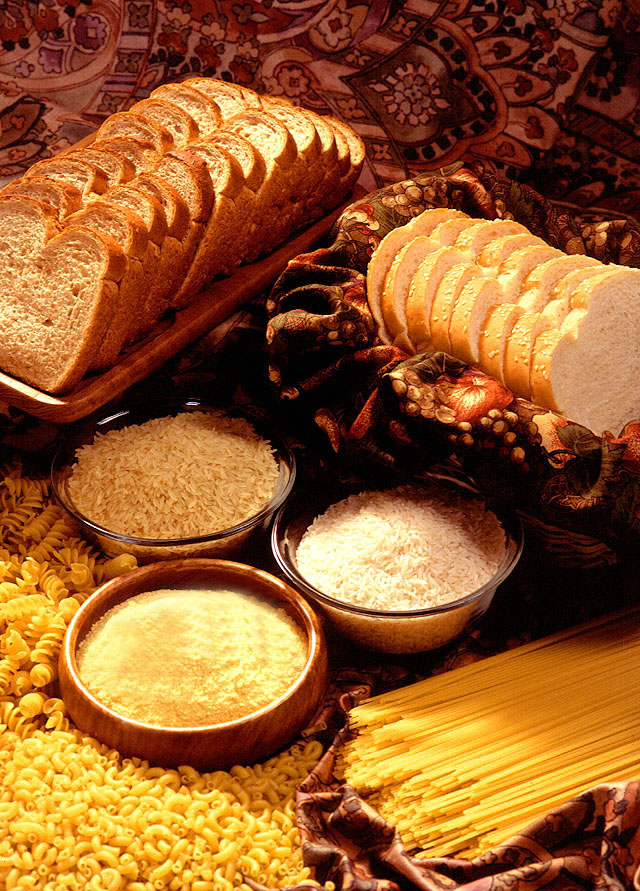
Los productos derivados del cereal son fuentes ricas de carbohidratos.

La concentración de glúcidos en una persona varía desde los 8,3 a 14,5 g por cada kilogramo de peso corporal. Se propone que el 55-60 % de la energía diaria que necesita el organismo humano debe provenir de los glúcidos, ya sea obtenidos de alimentos ricos en almidón, como las pastas, o de las reservas del cuerpo (glucógeno). No es recomendable el consumo abusivo de glúcidos tipo azúcar por su actividad altamente oxidante: las dietas con muchas calorías o con mucha glucosa aceleran el envejecimiento celular. Se sobreentiende que pueden ser necesarias dietas hipercalóricas en climas gélidos o en momentos de gran desgaste energético muscular. Nótese que el sedentarismo o la falta de los suficientes movimientos cotidianos del cuerpo humano provocan una mala metabolización de las grasas y de los glúcidos.
Los glúcidos, por su fuerte carácter hidrofílico, se rodean de partículas de agua, ocupando más espacio en las células, y son atacados más fácilmente por las peores enzimas hidrolíticas que las proteínas o las grasas y, por eso, son una fuente de obtención rápida de energía. Las proteínas y grasas son componentes vitales para la construcción de tejido corporal y células, y por lo tanto debería recomendarse no malgastar tales recursos usándolos para la producción de energía.
Los glúcidos no son nutrientes esenciales, ya que el cuerpo puede obtener toda su energía a partir de la síntesis de proteínas y grasas a través de la gluconeogénesis. El cerebro no puede quemar grasas y necesita glucosa para obtener energía del organismo, y así puede sintetizar esta glucosa a partir de proteínas. La metabolización de las proteínas aporta 4 kcal por gramo, mientras que las grasas contienen 9 kcal y el alcohol 7 kcal por gramo.
Alimentos con altos contenidos en glúcidos son pastas, patatas, fibra, cereales, legumbres, verduras y frutas. Los glúcidos ayudan a la desmaterialización de azúcares en la sangre, y gracias a ellos conseguimos que no baje el porcentaje medio de insulina en la sangre. Basado en la evidencia del riesgo de cardiopatía y obesidad, el Instituto de Medicina (Estados Unidos) recomienda que los adultos estadounidenses y canadienses obtengan el 40 al 65 % de energía de la dieta a partir de los glúcidos. La FAO (Food and Agriculture Organization) y la WHO (World Health Organization) recomiendan que las guías de alimentación nacional establezcan la meta de 55 a 75 % del total de la energía a partir de glúcidos, pero solo 10 % de alimentos a partir de azúcar libre (glúcidos simples).
La distinción entre "glúcidos buenos" y "glúcidos malos" es una distinción carente de base científica. Aunque estos conceptos se han utilizado en el diseño de las dietas cetogénicas, como las dietas bajas en glúcidos, las cuales promueven una reducción en el consumo de granos y almidones en favor de proteínas. El resultado es una reducción en los niveles de la insulina usada para metabolizar el azúcar y un incremento en el uso de grasas para energía a través de la cetosis, un proceso también conocido como hambre de conejo.[cita requerida]

### Enfermedades durante la digestión
Si durante la digestión, la degradación de carbohidratos es deficiente a causa de alguna enfermedad intestinal hereditaria, un trastorno intestinal, desnutrición o fármacos que lesionan la mucosa del intestino delgado, el carbohidrato no digerido llega al intestino grueso, donde produce diarrea osmótica. La fermentación bacteriana de los compuestos produce grandes volúmenes de CO2 y H2, lo que ocasiona cólicos abdominales.[cita requerida]

### Clasificación
Los nutricionistas y dietistas clasificaban anteriormente los carbohidratos como simples (monosacáridos y disacáridos) o complejos (oligosacáridos y polisacáridos). El término carbohidrato complejo fue usado por primera vez en la publicación Dietary Goals for the United States (1977) del Comité seleccionado del Senado, donde los denominaron "frutas, vegetales y granos enteros". Las pautas dietéticas generalmente recomiendan que los carbohidratos complejos y las fuentes de carbohidratos simples ricas en nutrientes, como frutas y productos lácteos deberían cubrir el grueso del consumo de carbohidratos. Las guías dietéticas para los americanos USDA 2005 prescindieron de la distinción entre simple/complejo, en su lugar recomiendan alimentos integrales y ricos en fibra.
El índice glucémico y el sistema de la carga de glucemia son populares métodos de clasificación alternativos los cuales clasifican los alimentos ricos en carbohidratos basados en su efecto sobre los niveles de glucosa sanguínea. El índice de insulina es un método de clasificación similar, más reciente el cual clasifica los alimentos basado en su efecto sobre los niveles de insulina. Este sistema asume que los alimentos con índice glucémico alto pueden ser declarados para ser la ingesta de alimentos más aceptable.
El informe conjunto de expertos de la OMS y la FAO, en Dieta, Nutrición y Prevención de Enfermedades Crónicas (serie de informes técnicos de la WHO 916), recomienda que el consumo de carbohidratos suponga el 55-75 % de la energía diaria, pero restringe el consumo de "azúcar libre" a un 10 %.

## Aplicaciones industriales
Los carbohidratos se utilizan para fabricar tejidos, plásticos y otros productos. La celulosa se puede convertir en rayón de viscosa y productos de papel. El nitrato de celulosa (nitrocelulosa) se utiliza en la fabricación de lacas, cemento, pólvora de algodón, celuloide y tipos similares de plásticos. El almidón y la pectina, un agente cuajante, se usan en la preparación de alimentos para el hombre y el ganado. La goma arábiga se usa en medicamentos demulcentes, y es un aditivo en la industria alimentaria bajo el número E-414. Se usa especialmente en la elaboración de gominolas, chicles, así como en repostería fina, bebidas efervescentes e incluso en el sector vinícola. El agar, un componente de algunos laxantes, se utiliza como agente espesante en los alimentos y como medio para el cultivo bacteriano; también en la preparación de materiales adhesivos, de encolado y emulsiones. La hemicelulosa se emplea para modificar el papel durante su fabricación. Los dextranos son polisacáridos utilizados en medicina como expansores de volumen del plasma sanguíneo para contrarrestar las conmociones agudas. Otro hidrato de carbono, el sulfato de heparina, es un anticoagulante de la sangre.

## Química de los glúcidos
Los carbohidratos son reactivos en varias reacciones orgánicas, como por ejemplo:
1. Acetilación.
2. La reacción con Cianohidrina.
3. La transformación de Lobry-de Bruyn-van Ekenstein.
4. La transposición de Amadori.
5. La reacción de Nef.
6. La degradación de Wohl.
7. La reacción de Koenigs-Knorr.
8. La reacción de Maillard o pardeamiento no enzimático.